# Boogschieten op de Gemenebestspelen
Boogschieten is een van de sporten die op de Gemenebestspelen kunnen worden beoefend. 
De Gemenebestspelen worden eens in de vier jaar gehouden. Er staat een aantal vaste sporten op het programma, andere worden per keer door het gastland bepaald. Boogschieten is een van de facultatieve sporten. In 1982 konden de atleten in Australië voor het eerst meedoen aan dit onderdeel, de volgende keer is in 2010 in India. Mannen en vrouwen schieten apart in een dubbele FITA-ronde.
Ter gelegenheid van de spelen in 1982 werd in het gastland een serie van vier postzegels uitgegeven. Naast gewichtheffen, boksen en polsstokhoogspringen was er ook een zegel gewijd aan het boogschieten.

## Medaillewinnaars
| Winnaars | Winnaars | Winnaars  | Winnaars | Winnaars                      | Winnaars                  | Winnaars                    |
| -------- | -------- | --------- | -------- | ----------------------------- | ------------------------- | --------------------------- |
| Jaar     | Gaststad | Land      | M/V      | goud                          | zilver                    | brons                       |
| 1982     | Brisbane | Australië | Mannen   | Engeland Mark Blenkarne       | Canada Roger Lemay        | Australië Michael John Coen |
| 1982     | Brisbane | Australië | Vrouwen  | Nieuw-Zeeland Neroli Fairhall | Noord-Ierland Janet Yates | Canada Lucille Lemay        |
| 2010     | Delhi    | India     | Mannen   |                               |                           |                             |
| 2010     | Delhi    | India     | Vrouwen  |                               |                           |                             |